# Rolf Hallengren
Rolf Hallengren, född 25 juni 1932 i Gävle, död 19 maj 2009, var en svensk reklamtecknare och målare. 
Hallengren studerade illustration och reklam vid Bergs reklamskola i Stockholm och illustrerade efter studierna böcker och tecknade affischer. Hans konst bestod av landskap, vanligen med ängsmarker och skogspartier samt djurmotiv.